# Sanny Lindström
Sven Sanny Lindström, född 24 december 1979 i Huddinge, är en svensk före detta ishockeyspelare (back). Han debuterade i Elitserien 2001 med Timrå IK och avslutade sin ishockeykarriär i augusti (Färjestad BK) 2013 till följd av hjärnskakning.
Numera är han expert på TV4 Hockey, som sänder SHL:s matcher.
Han är även krönikör på Expressen.

## Karriär
Lindström inledde sin aktiva hockeykarriär i Division I-klubben Huddinge IK. Han valdes av Colorado Avalanche i NHL-draften 1999. Efter draften valde han att flytta över till Nordamerika där han inför säsongen 1999/2000 skrev på för AHL-klubben Hershey Bears. Efter svårigheter att spela till sig en ordinarie plats i AHL, spelade Lindström även i den lägre ligan UHL för klubbarna Baton Rouge Kingfish och Quad City Mallards.
Lindström återvände till Sverige efter tre säsonger och skrev inför säsongen 2002/2003 på ett kontrakt med elitserielaget Timrå IK. Han spelade i Timrå i sammanlagt sex säsonger där han hade en mycket framträdande roll, då han var både lagkapten och en av lagets främsta defensiva backar.  
Han skrev på ett ettårskontrakt med Rapperswil-Jona Lakers i den schweiziska högstaligan Nationalliga A 2008, för vilka han gjorde 17 poäng på 41 spelade matcher.
Inför säsongen 2009/2010 skrev han på ett fyraårskontrakt med Färjestad BK. Under sitt första år i klubben var han lagkapten och gjorde totalt 9 poäng på 50 spelade matcher. Säsongen 2010/11 vann han sitt första SM-guld med Färjestad. Den 28 oktober 2012 drabbades Lindström av en hjärnskakning under en European Trophy-match mot Jokerit. Efter att ha lidit av sviter från hjärnskakningen flera månader efter händelsen valde Lindström den 17 augusti 2013 att avsluta sin ishockeykarriär.

## Landslagskarriär
Lindström spelade sin första VM-turnering 2005. Han deltog under ishockey-VM i Tyskland 2010 där Sverige tog brons.